# Număr Grashof
În transmiterea căldurii numărul Grashof (Gr) este o mărime adimensională, numit după fizicianul german Franz Grashof, definit ca raportul dintre forțele arhimedice și cele viscoase care acționează într-un fluid. El apare frecvent în modelarea și calculul fenomenelor în care apare convecția liberă, în acest domeniu fiind analogul numărului Reynolds.

## Definiție

### Transmiterea căldurii
Convecția liberă este determinată de o modificare a densității unui fluid datorită unei schimbări de temperatură sau unui gradient de temperatură. De obicei, la creșterea temperaturii densitatea scade, ceea ce determină într-un câmp gravitațional ridicarea fluidului. Această mișcare este cauzată de forța arhimedică (flotabilitate). Forța principală care se opune mișcării este rezistența la înaintare datorită viscozității. Numărul Grashof este o modalitate de a cuantifica aceste forțe opuse.
Expresia numărului Grashof este:
{\displaystyle \mathrm {Gr} _{L}={\frac {g\beta (T_{s}-T_{f})L^{3}}{\nu ^{2}}}} pentru suprafețe plane verticale,
{\displaystyle \mathrm {Gr} _{D}={\frac {g\beta (T_{s}-T_{f})D^{3}}{\nu ^{2}}}} pentru țevi și corpuri boante,
unde:
g este accelerația gravitațională a Pământului, [m/s2],
β este coeficientul de dilatare volumic (pentru gaze ideale egal cu aproximativ 1/T), [1/K],
Ts este temperatura suprafeței, [K],
Tf este temperatura fluidului liber, [K],
L este lungimea pe verticală, [m],
D este diametrul, [m],
ν este viscozitatea cinematică, [m2/s],
indicii L și D indică baza scării de lungime la care se referă numerele Grashof.
Tranziția la curgere turbulentă are loc în intervalul 108 < GrL < 109 pentru convecția liberă la plăci plane verticale. La numere Grashof mai mari, stratul limită este turbulent; la numere Grashof mai mici, adică în intervalul 103 < GrL < 106, stratul limită este laminar.

### Transfer de masă
Există o formă analogă a numărului Grashof utilizată în cazurile de probleme de convecție liberă a transferului de masă. În cazul transferului de masă, convecția liberă este cauzată de gradienții de concentrație în loc de gradienții de temperatură.
{\displaystyle \mathrm {Gr} _{c}={\frac {g\beta ^{*}(C_{a,s}-C_{a,a})L^{3}}{\nu ^{2}}}}
unde:
{\displaystyle \beta ^{*}=-{\frac {1}{\rho }}\left({\frac {\partial \rho }{\partial C_{a}}}\right)_{T,p}}
g este accelerația gravitațională a Pământului, [m/s2],
Ca,s este concentrația speciilor a la suprafață, [-],
Ca,a este este concentrația speciilor a în mediul ambiant, [-],
- L este lungimea caracteristică, [m],
- ν este viscozitatea cinematică, [m2/s],
- ρ este densitatea fluidului, [kg/m3],
- Ca este concentrația speciilor a, [-]
- T este temperatura (constantă), [K],
- p este presiunea (constantă), [Pa].

## Relația cu alte numere adimensionale
Numărul Rayleigh caracterizează problemele de convecție în transmiterea căldurii. Există o valoare critică pentru numărul Rayleigh, peste care are loc mișcarea fluidului.
{\displaystyle \mathrm {Ra} _{x}=\mathrm {Gr} _{x}\mathrm {Pr} }
Raportul dintre numărul Grashof și pătratul numărului Reynolds poate fi utilizat pentru a determina dacă convecția forțată sau liberă poate fi neglijată pentru un sistem sau dacă există o combinație de convecție forțată și liberă. Acest raport caracteristic este cunoscut drept numărul Richardson, Ri. Dacă raportul este mult mai mic decât unu, atunci convecția liberă poate fi ignorată. Dacă raportul este mult mai mare decât unu, convecția forțată poate fi ignorată. În caz contrar, regimul este o combinație de convecție forțată și liberă.
{\displaystyle \mathrm {Ri} ={\frac {\mathrm {Gr} }{\mathrm {Re} ^{2}}}\gg 1\implies } ignoră convecția forțată,
{\displaystyle \mathrm {Ri} ={\frac {\mathrm {Gr} }{\mathrm {Re} ^{2}}}\approx 1\implies } combinație de convecție forțată și liberă,
{\displaystyle \mathrm {Ri} ={\frac {\mathrm {Gr} }{\mathrm {Re} ^{2}}}\ll 1\implies } ignoră convecția liberă.

## Obținere
Primul pas pentru obținerea expresiei numărului Grashof este manipularea coeficientului de dilatare volumică, {\displaystyle \mathrm {\beta } }:
{\displaystyle \beta ={\frac {1}{v}}\left({\frac {\partial v}{\partial T}}\right)_{p}={\frac {-1}{\rho }}\left({\frac {\partial \rho }{\partial T}}\right)_{p}}
Valoarea {\displaystyle v} din relația de mai sus, care reprezintă volumul masic, nu este aceeași cu simbolul {\displaystyle v} din secțiunile următoare, care reprezintă o viteză. Această relație parțială a coeficientului de dilatare volumică, {\displaystyle \mathrm {\beta } }, în raport cu densitatea fluidului, {\displaystyle \mathrm {\rho } }, dată la presiune constantă, poate fi rescrisă ca:
{\displaystyle \rho =\rho _{0}(1-\beta \Delta T)}
unde:
{\displaystyle \rho _{0}} este densitatea fluidului liber,
{\displaystyle \rho } este densitatea stratului limită,
{\displaystyle \Delta T=(T-T_{0})} este diferența de temperatură dintre stratul limită și fluidul liber.
Din acest moment există două modalități diferite de a obține numărul Grashof. Una se bazează ep ecuația energiei, iar cealaltă se bazează pe forța arhimedică datorată diferenței de densitate dintre stratul limită și fluidul liber.

### Ecuația energiei
Această discuție despre ecuația energiei se referă la curgerea axial-simetrică. Această analiză va lua în considerare efectul accelerației gravitaționale asupra curgerii și transmiterii căldurii. Ecuațiile matematice care urmează se aplică atât curgerii axial-simetrice, cât și curgerii plane bidimensionale.
{\displaystyle {\frac {\partial }{\partial s}}(\rho ur_{0}^{n})+{\frac {\partial }{\partial y}}(\rho vr_{0}^{n})=0}
unde:
{\displaystyle s} este direcția curgerea axial-simetrice, paralelă cu suprafața,
{\displaystyle u} este viteza tangențială, paralelă cu suprafața,
{\displaystyle y} este direcția față de plan, normală la suprafață,
{\displaystyle v} este viteza normală la suprafață,
{\displaystyle r_{0}} este raza.
indicele n face diferența între curgerea axial-simetrică și cea plană. Sunt valabile următoarele cazuri:
{\displaystyle n} = 1: curgere axial-simetrică,
{\displaystyle n} = 0: curgere plană bidimensională,
Această ecuație se dezvoltă introducând proprietățile fizice ale fluidului:
{\displaystyle \rho \left(u{\frac {\partial u}{\partial s}}+v{\frac {\partial u}{\partial y}}\right)={\frac {\partial }{\partial y}}\left(\mu {\frac {\partial u}{\partial y}}\right)-{\frac {dp}{ds}}+\rho g}
unde {\displaystyle g} este accelerația gravitațională.
De aici se poate simplifica ecuația impulsului prin considerarea vitezei fluidului liber 0 ({\displaystyle u=0}).
{\displaystyle {\frac {dp}{ds}}=\rho _{0}g}
Această relație arată că gradientul de presiune este produsul densității fluidului liber și al accelerației gravitaționale. Următorul pas este introducerea gradientului de presiune în ecuația impulsului:
{\displaystyle \left(u{\frac {\partial u}{\partial s}}+v{\frac {\partial u}{\partial y}}\right)=\nu \left({\frac {\partial ^{2}u}{\partial y^{2}}}\right)+g{\frac {\rho -\rho _{0}}{\rho }}=\nu \left({\frac {\partial ^{2}u}{\partial y^{2}}}\right)-{\frac {\rho _{0}}{\rho }}g\beta (T-T_{0})}
unde relația dintre coeficientul de dilatare volumică și densitate {\displaystyle \rho -\rho _{0}=-\rho _{0}\beta (T-T_{0})} găsită mai sus și relația viscozității cinematice {\displaystyle \nu ={\frac {\mu }{\rho }}} au fost substituite în ecuația impulsului.
{\displaystyle u\left({\frac {\partial u}{\partial s}}\right)+v\left({\frac {\partial v}{\partial y}}\right)=\nu \left({\frac {\partial ^{2}u}{\partial y^{2}}}\right)-{\frac {\rho _{0}}{\rho }}g\beta (T-T_{0})}
Pentru a obține numărul Grashof, ecuația precedentă trebuie să fie adimensională. Aceasta înseamnă că fiecare variabilă din ecuație nu ar trebui să aibă vreo dimensiune și ar trebui să fie un raport caracteristic geometriei și configurației problemei. Acest lucru se face prin raportarea fiecărei variabile la cantitățile constante corespunzătoare. Lungimile sunt raportate la lungimea caracteristică, {\displaystyle L_{c}}. Vitezele sunt raportate la vitezele de referință corespunzătoare, {\displaystyle V}, care, luând în considerare numărul Reynolds, dă {\displaystyle V={\frac {\mathrm {Re} _{L}\nu }{L_{c}}}}. Temperaturile sunt raportate la diferența de temperatură corespunzătoare, {\displaystyle (T_{s}-T_{0})}. Acești parametri adimensionali arată astfel:
{\displaystyle s^{*}={\frac {s}{L_{c}}}},
{\displaystyle y^{*}={\frac {y}{L_{c}}}},
{\displaystyle u^{*}={\frac {u}{V}}},
{\displaystyle v^{*}={\frac {v}{V}}}, și
{\displaystyle T^{*}={\frac {(T-T_{0})}{(T_{s}-T_{0})}}}.
Asteriscurile indică parametri adimensionali. Combinând aceste ecuații adimensionale cu ecuațiile impulsului, se obține următoarele ecuații simplificate:
{\displaystyle u^{*}{\frac {\partial u^{*}}{\partial s^{*}}}+v^{*}{\frac {\partial u^{*}}{\partial y^{*}}}=-\left[{\frac {\rho _{0}g\beta (T_{s}-T_{0})L_{c}^{3}}{\rho \nu ^{2}\mathrm {Re} _{L}^{2}}}\right]T^{*}+{\frac {1}{\mathrm {Re} _{L}}}{\frac {\partial ^{2}u^{*}}{\partial {y^{*}}^{2}}}}
{\displaystyle =-\left({\frac {\rho _{0}}{\rho }}\right)\left[{\frac {g\beta (T_{s}-T_{0})L_{c}^{3}}{\nu ^{2}}}\right]{\frac {T^{*}}{\mathrm {Re} _{L}^{2}}}+{\frac {1}{\mathrm {Re} _{L}}}{\frac {\partial ^{2}u^{*}}{\partial {y^{*}}^{2}}}}
unde:
{\displaystyle T_{s}} este temperatura suprafeței,
{\displaystyle T_{0}} este temperatura fluidului liber,
{\displaystyle L_{c}} este lungimea caracteristică.
Parametrul adimensional inclus între paranteze în ecuația precedentă este cunoscut sub numele de număr Grashof:
{\displaystyle \mathrm {Gr} ={\frac {g\beta (T_{s}-T_{0})L_{c}^{3}}{\nu ^{2}}}}

### Teorema π a lui Buckingham
O altă formă de analiză dimensională care are ca rezultat numărul Grashof este cunoscută sub numele de teorema π a lui Buckingham. Această metodă ia în considerare forța arhimedică pe unitatea de volum, {\displaystyle F_{a}}, datorată diferenței de densitate dintre stratul limită și fluidul liber.
{\displaystyle F_{a}=(\rho -\rho _{0})g}
Această ecuație poate fi transformată pentru a obține:
{\displaystyle F_{a}=-\beta g\rho _{0}\Delta T}
Lista variabilelor utilizate în metoda π a lui Buckingham este prezentată mai jos, împreună cu simbolurile și dimensiunile acestora.
| Variablă                               | Simbol                   | Dimensiuni                                    |
| -------------------------------------- | ------------------------ | --------------------------------------------- |
| Lungime semnificativă                  | {\displaystyle L}        | {\displaystyle \mathrm {L} }                  |
| Viscozitatea fluidului                 | {\displaystyle \mu }     | {\displaystyle \mathrm {\frac {M}{Lt}} }      |
| Capacitatea termică masică a fluidului | {\displaystyle c_{p}}    | {\displaystyle \mathrm {\frac {Q}{MT}} }      |
| Conductivitatea termică a fluidului    | {\displaystyle \lambda } | {\displaystyle \mathrm {\frac {Q}{LtT}} }     |
| Coeficientul de dilatare volumică      | {\displaystyle \beta }   | {\displaystyle \mathrm {\frac {1}{T}} }       |
| Accelerația gravitațională             | {\displaystyle g}        | {\displaystyle \mathrm {\frac {L}{t^{2}}} }   |
| Diferența de temperatură               | {\displaystyle \Delta T} | {\displaystyle \mathrm {T} }                  |
| Coeficientul de transfer termic        | {\displaystyle \alpha }  | {\displaystyle \mathrm {\frac {Q}{L^{2}tT}} } |

Conform teoremei π a lui Buckingham există 9 − 5 = 4 grupuri adimensionale. Se aleg L, {\displaystyle \mu ,} {\displaystyle \lambda ,} g și {\displaystyle \beta } ca variabile de referință. Astfel, grupurile {\displaystyle \pi } sunt următoarele:
{\displaystyle \pi _{1}=L^{a}\mu ^{b}\lambda ^{c}\beta ^{d}g^{e}c_{p}},
{\displaystyle \pi _{2}=L^{f}\mu ^{g}\lambda ^{h}\beta ^{i}g^{j}\rho },
{\displaystyle \pi _{3}=L^{k}\mu ^{l}\lambda ^{m}\beta ^{n}g^{o}\Delta T},
{\displaystyle \pi _{4}=L^{q}\mu ^{r}\lambda ^{s}\beta ^{t}g^{u}h}.
Rezolvând aceste grupuri π se obține:
{\displaystyle \pi _{1}={\frac {\mu c_{p}}{\lambda }}=\mathrm {Pr} },
{\displaystyle \pi _{2}={\frac {l^{3}g\rho ^{2}}{\mu ^{2}}}},
{\displaystyle \pi _{3}=\beta \Delta T},
{\displaystyle \pi _{4}={\frac {\alpha L}{\lambda }}=\mathrm {Nu} }
Produsul grupurilor {\displaystyle \pi _{2}} și {\displaystyle \pi _{3}} formează numărul Grashof:
{\displaystyle \pi _{2}\pi _{3}={\frac {\beta g\rho ^{2}\Delta TL^{3}}{\mu ^{2}}}=\mathrm {Gr} }
Luând {\displaystyle \nu ={\frac {\mu }{\rho }}} și {\displaystyle \Delta T=(T_{s}-T_{0}),} ecuația precedentă dă același rezultat ca și obținerea numărului Grashof din ecuația energiei.
{\displaystyle \mathrm {Gr} ={\frac {\beta g\Delta TL^{3}}{\nu ^{2}}}}
În convecția forțată numărul Reynolds determină curgerea fluidului. Însă, în convecția liberă, numărul Grashof este parametrul adimensional care determină curgerea fluidului. Utilizarea ecuației energiei și a forței arhimedice combinate cu analiza dimensională oferă două modalități diferite de a obține numărul Grashof.

### Considerații fizice
Este posibil să se obțină numărul Grashof și pornind de la definiția fizică a numărului, după cum urmează:
{\displaystyle \mathrm {Gr} ={\frac {\text{Forțele arhimedice}}{\text{Forțele de frecare}}}={\frac {mg}{\tau A}}={\frac {L^{3}\rho \beta (\Delta T)g}{\mu (V/L)L^{2}}}={\frac {L^{2}\beta (\Delta T)g}{\nu V}}}
Totuși, expresia de mai sus, în special partea finală din partea dreaptă, este ușor diferită de numărul Grashof care apare în literatura de specialitate. Urmând o scală dimensională corectă pentru viscozitatea dinamică, se poate obține forma finală:
{\displaystyle \mathrm {\mu } =\rho VL}
Introducând această scalare în numărul Grashof se obține;
{\displaystyle \mathrm {Gr} ={\frac {L^{3}\beta (\Delta T)g}{\nu ^{2}}}}
Raționamentul fizic este util pentru a înțelege semnificația numărului. Pe de altă parte, pentru a face anumite viteze adimensionale, se poate utiliza ca valoare caracteristică a vitezei următoarea definiție a vitezei:
{\displaystyle \mathrm {V} ={\frac {L^{2}\beta (\Delta T)g}{\nu Gr}}}

## Efectele numărului Grashof asupra curgerii diferitelor fluide
Într-o cercetare recentă efectuată asupra efectelor numărului Grashof asupra curgerii diferitelor fluide darorită convecției. Folosind panta dreptei de regresie liniară prin punctele de date, se onservă că o creștere a valorii numărului Grashof sau a oricărui parametru legat de flotabilitate necesită o creștere a temperaturii peretelui, iar acest lucru face ca legătura (legăturile) din fluid să devină mai slabe, frecarea internă să scadă, forțele de gravitație să devină suficient de importante (adică greutatea specifică să fie apreciabil diferită între straturile de fluid adiacente peretelui). Efectele parametrului de flotabilitate sunt extrem de semnificative în curgerea laminară din stratul limită format pe un cilindru, în direcție verticală. Acest lucru este realizabil doar atunci când se iau în considerare temperatura de suprafață prescrisă și fluxul de căldură prescris la nivelul peretelui. Se poate trage concluzia că parametrul de flotabilitate are un efect pozitiv neglijabil asupra numărului Nusselt local. Acest lucru este valabil numai atunci când mărimea numărului Prandtl este mică sau se ia în considerare fluxul de căldură prescris la nivelul peretelui. Numărul Sherwood, numărul Bejan, generarea de entropie, numărul Stanton și gradientul de presiune sunt proprietăți care cresc cu parametrul legat de flotabilitate, în timp ce profilurile de concentrație, forța de frecare și mobilitatea microorganismelor sunt proprietăți care descresc.